# Культура Тибета

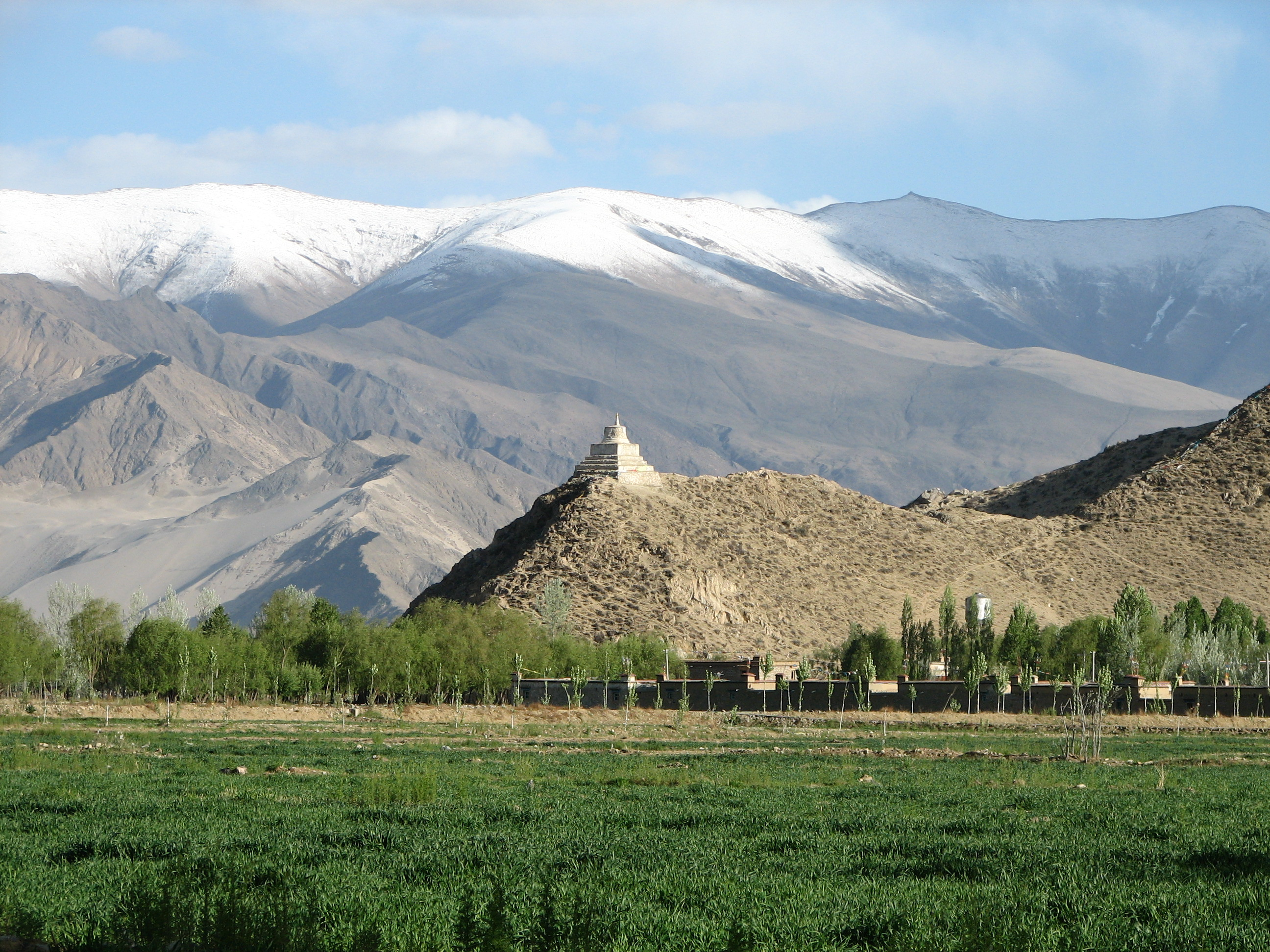
Тибет

Тибетская культура в добуддистскую эпоху была представлена культурой бон, когда древние жители Тибета исповедовали шаманизм и поклонялись духам природы и предков.
Тибетская культура на протяжении многих веков испытывала влияние индийской и китайской культур. Это нашло отражение в живописи и архитектуре. Особо сильное влияние на Тибет оказали его южные соседи — Индия и Непал, а важнейшим фактором оказался буддизм, зародившийся на территории Индии. Большая часть элементов тибетской культуры, за исключением некоторых народных ремёсел, были привнесены буддизмом.
Большое влияние на тибетскую культуру оказала и Китайская цивилизация. Это видно, в частности, в элементах архитектуры, живописи и, в так называемой, «чайной культуре».
Таким образом, на основе индийского и китайского влияния, а также культуры добуддистского периода, тибетцы постепенно выработали свою самобытную национальную культуру. Свою роль в формировании тибетской культуры сыграли отдалённость и труднодоступность Тибета, суровый высокогорный климат, а также скотоводческий образ жизни тибетцев.

## Язык и литература

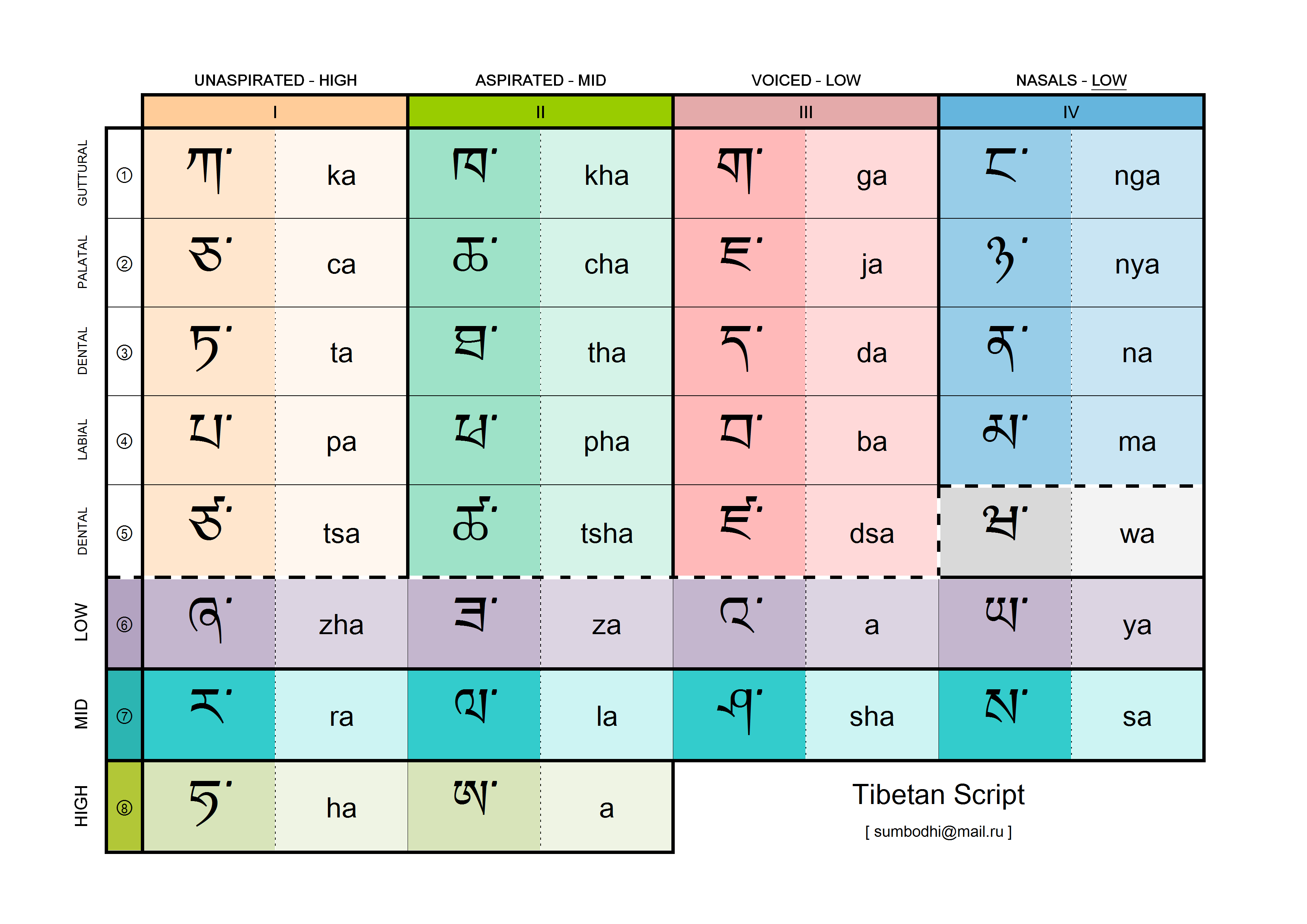
Тибетский алфавит

Тибетский язык относится к тибето-бирманской подсемье сино-тибетской семьи языков. Количество носителей тибетского языка около 6 млн человек. Основной ареал — Тибетский автономный район и сопредельные с ним провинции КНР. На этом языке также говорят в Индии, Непале, Бутане и Пакистане (диалекты балти и пуриг).
Для записи используется тибетское письмо, которое в свою очередь произошло от письменности брахми (по некотором источникам — гупта). Тибетский алфавит был введён в первой половине VII века по указу царя Сонгцэн Гампо и разработан Тхонми Самбхотой.
Тибетская «Грамматика» и «Завещание» царя Сонгцэн Гампо считаются первыми оригинальными произведениями, созданными тибетской письменностью. Значительную часть в тибетской литературе составляют переводы буддийских произведений с санскрита. Рукописи IX—X веков из Дуньхуана являются научно доказанными и уверенно датируемыми оригинальными произведениями на тибетском языке.
Сохранилась обширная коллекция литературных произведений, написанная тибетскими учёными и религиозными деятелями по различным аспектам буддизма. Буддистская литературная школа Тибета подразделяется на несколько больших школ: Ньингма, Сарма, Кагью, Сакья и Гелуг. Существуют также и несколько малых школ.
Кроме религии, тибетская литература охватывает и светские темы: история, грамматика, поэзия, метрическая литература и словари, логика, астрология, математика, медицина, география, космология, закон, политика, музыка и танцы, театр и ремёсла.
Современная светская литература Тибета представлена такими известными авторами, как поэт Йедам Церинг, прозаики Джампел Гьяцо, Таши Дава и Дондру Вангбум.

## Изобразительное искусство

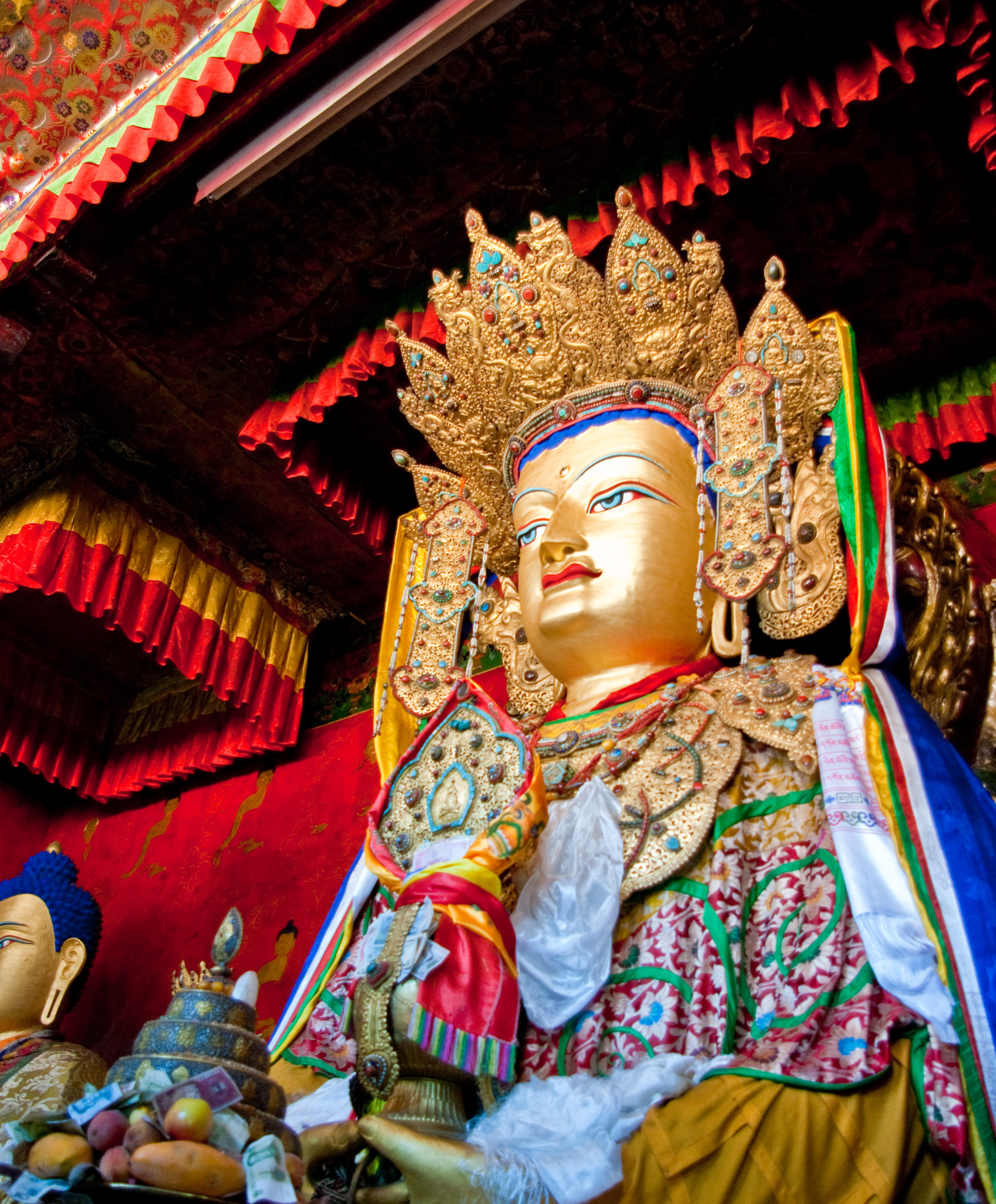
Статуя Будды

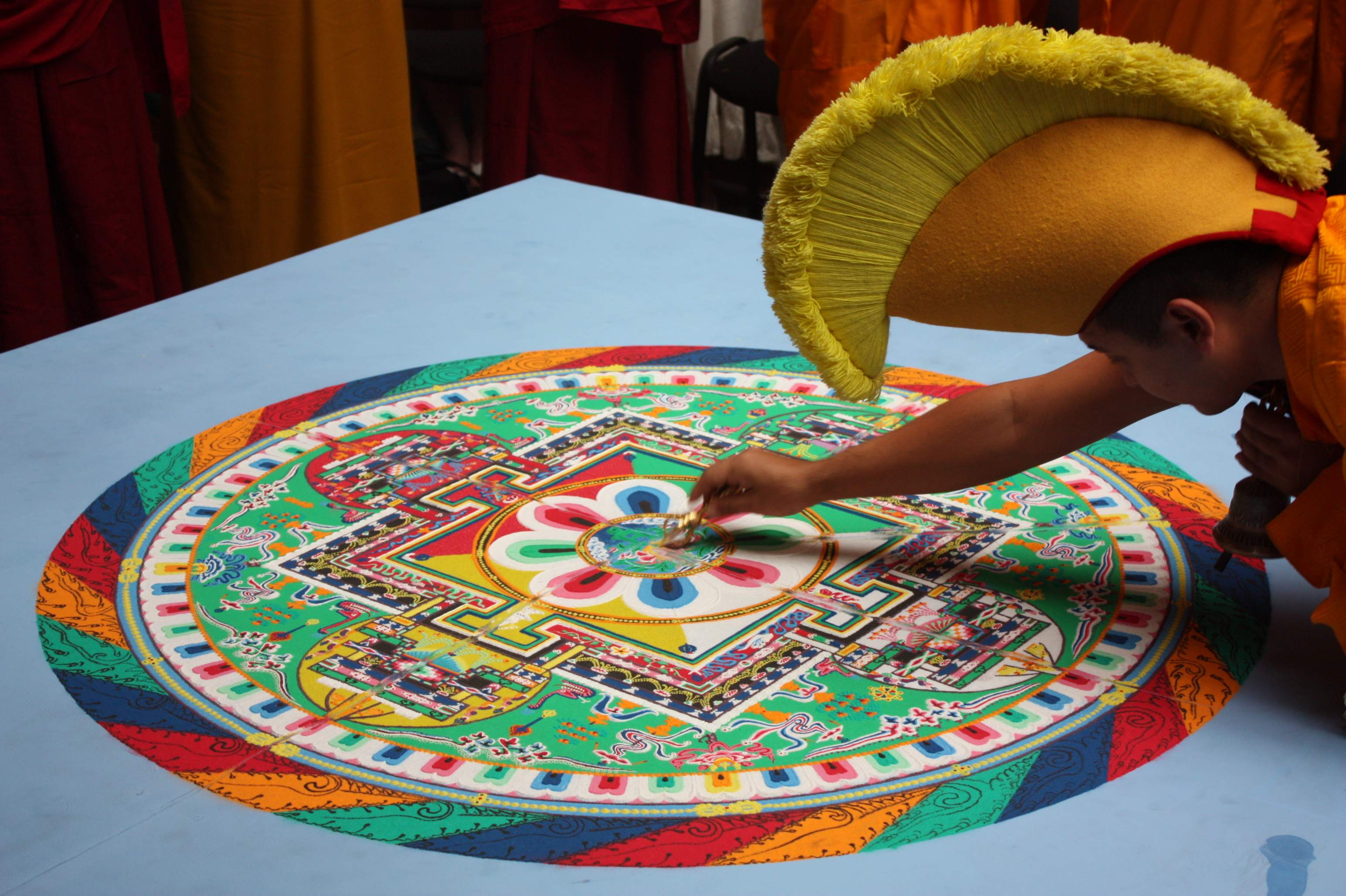
Тибетский монах создаёт мандалу

Буддизм оказал огромное влияние на изобразительное искусство Тибета. Поэтому тибетская живопись развивалась под влиянием индийской школы. Оттуда пришла и школа религиозной живописи танка.
Живопись Тибета придерживается стереотипных форм: в центре произведения располагается большое изображение Тханкабуддистского божества, окружённого меньшими божествами. Позже на буддистских танка стали изображать лам и сцены из их жизни на заднем плане.
С XV века в тибетской живописи проявляется китайское влияние, которое выражается в более свободном подходе китайской пейзажной живописи. Это позволило тибетским художникам больше использовать пейзаж в религиозных картинах.
Особняком стоит искусство «песочной мандалы», рисунок сложной геометрической формы, составленный из разноцветного песка. Буддистские монахи кропотливо, на протяжении многих дней, создают эти картины. Затем, в определённый день, при большом стечении народа, изображение разрушается, а песок раздаётся верующим.
Кроме живописи буддизм оказывает влияние и на скульптуры, монеты, украшения и предметы быта.

## Архитектура

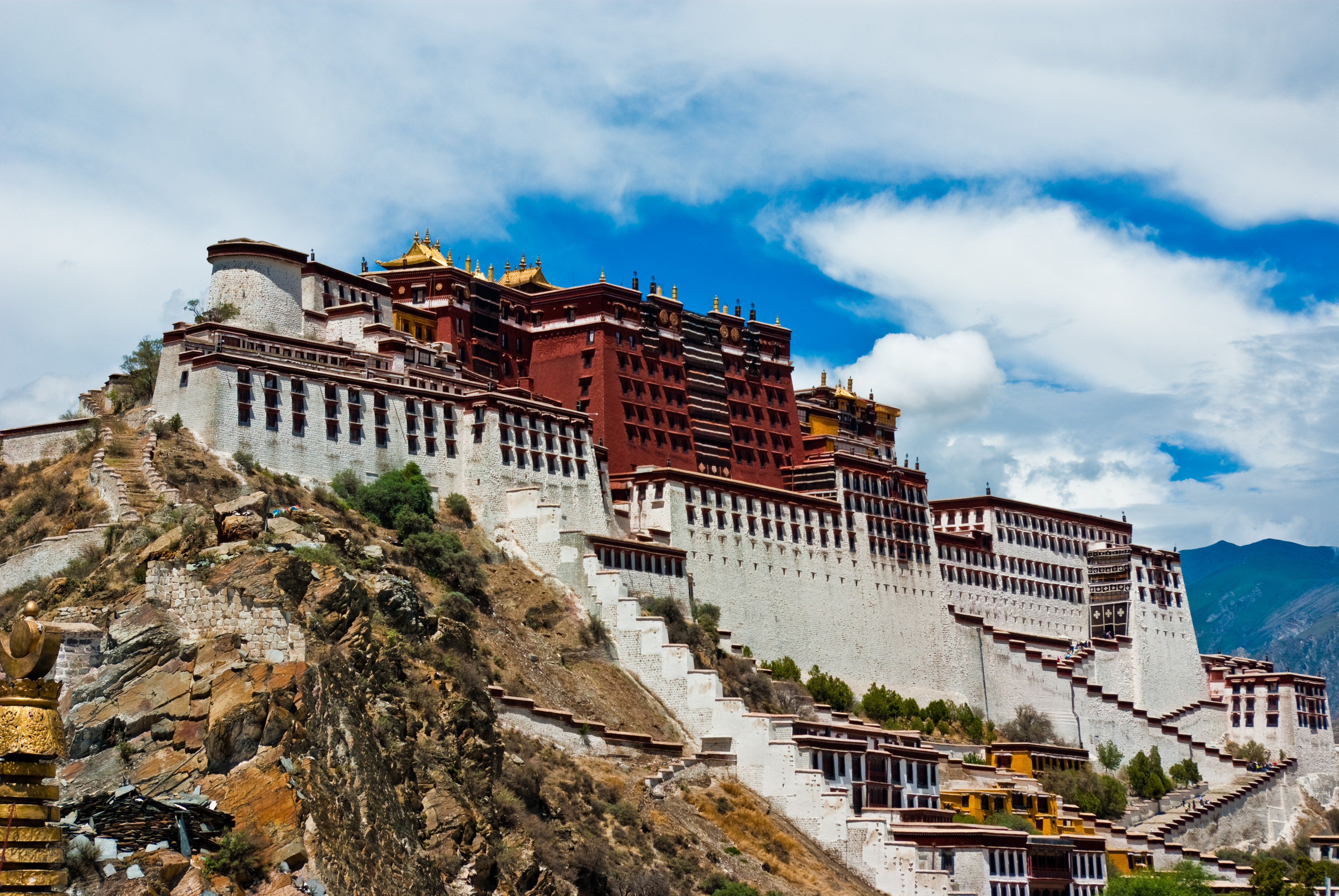
Дворец Потала

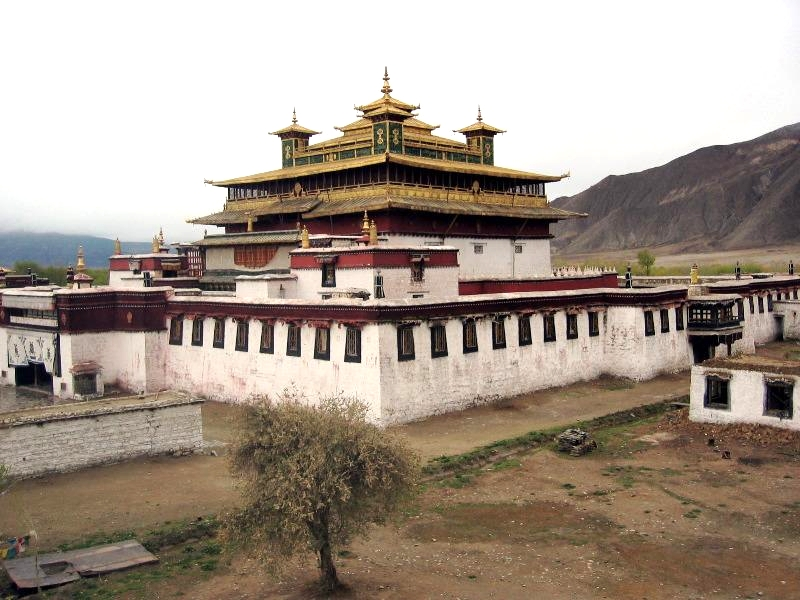
Монастырь Самье

Тибетская архитектура испытала значительное влияние индийской и китайской архитектурных школ. Многие значительные буддистские храмы и монастыри в Тибете построены в индийском стиле.
Всемирно известным архитектурным сооружением Тибета является дворец Потала в Лхасе, резиденция Далай-лам. В 1994 году дворец Потала внесён в список Всемирного наследия ЮНЕСКО.
Архитектурными памятниками являются также храм Кумбум, монастыри Сэра, Самье и Ташилунпо.
Тибетский стиль проявляется в чортенах, религиозных ступах, посвящённых Будде Шакьямуни. Позже чортены начали использовать в качестве усыпальниц для буддистских лам.
Со временем в Тибете начали возводить храмы в китайском стиле: здания в два-три уровня, каждый верхний уровень меньше по площади нижнего, крыши имеют загнутые вверх законцовки. Именно этот стиль из Тибета проник сначала в Монголию, а затем в Бурятию.
Архитектура жилых домов отличается накренёнными во внутреннюю сторону стенами и плоскими крышами. Дома красятся в белый цвет и окаймляются по периметру тёмной краской. В сельской местности дома обычно имеют уютный маленький дворик.
Храмы и дома строятся из камня, высушенного на солнце кирпича, реже из дерева.

## Тибетский календарь
В Тибет лунный календарь впервые пришёл из Китая в VII веке во время правления царя Сонгцэн Гампо, когда его жена, китайская принцесса Вэньчэнь, привезла с собой астрологические трактаты.
Тибетский календарь является лунно-солнечным. Имеет 12-годичный цикл. Каждый год назван в честь того или иного животного: Мышь, Корова, Тигр, Кролик, Дракон, Змея, Лошадь, Овца, Обезьяна, Курица, Собака и Свинья. Таким образом, каждый 12-годичный цикл открывается годом Мыши. Дракон — единственное мифическое животное в этом календаре.
Вместе с названием животных в тибетском календаре используется определение «четырёх стихий»: Дерево, Огонь, Земля и Вода. И название года может выглядеть так: Год огненной мыши или Год деревянной лошади.
12-годичный цикл входит в больший, 60-годичный цикл. Новый год по тибетскому лунно-солнечному календарю (Лосар) наступает (в разные годы) в период с конца января до начала марта.
В тибетском буддизме есть специальные ламы, составляющие календари на каждый год и проводящие астрологические прогнозы.

## Музыка

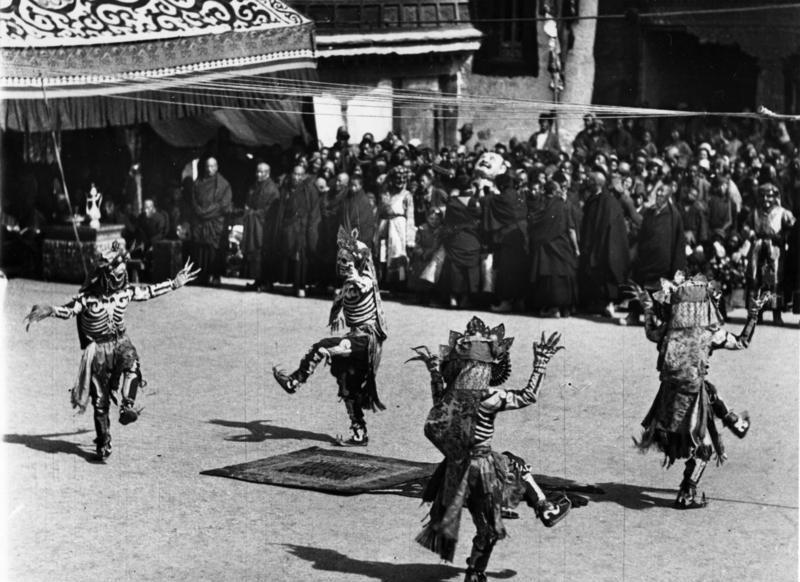
Танец цам. Тибет. 1938 год

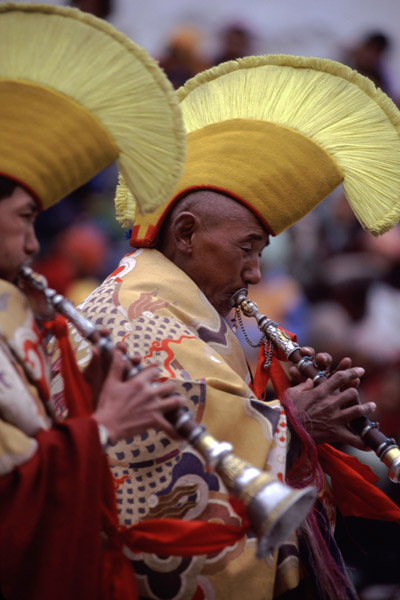
Тибетские монахи исполняют ритуальную мелодию

Традиционная музыка Тибета берет своё начало в древней культуре Бон и связана с шаманскими ритуалами и сказаниями о народных героях.
Позднее, с приходом буддизма, музыка Тибета стала основываться на религиозных песнопениях на тибетском языке и санскрите. Такие песнопения характеризуются речитативным пением.
В религиозных ритуалах используют следующие музыкальные инструменты: ролмо (плоские музыкальные тарелки), нга (подвешенные барабаны), дамару (ручные барабаны), дрилбу (колокольчики), дунгчен (длинные трубы), канглинг (конический гобой) и дункар (раковина) и др.
Широко известен ритуальный священный танец — мистерия цам, который исполняют монахи в специальных масках и одеждах. Эти маски символизируют то или иное божество или демона. Каждое движение и жест в танце цам имеет своё значение и смысл.
В Тибете существует и более светская форма музыкального искусства: тибетская опера Лхамо, где танцы сопровождаются громкими песнопениями. Создателем тибетской оперы был монах, врач и поэт Тангтонг Гьялпо, живший в XIV веке.

## Кухня

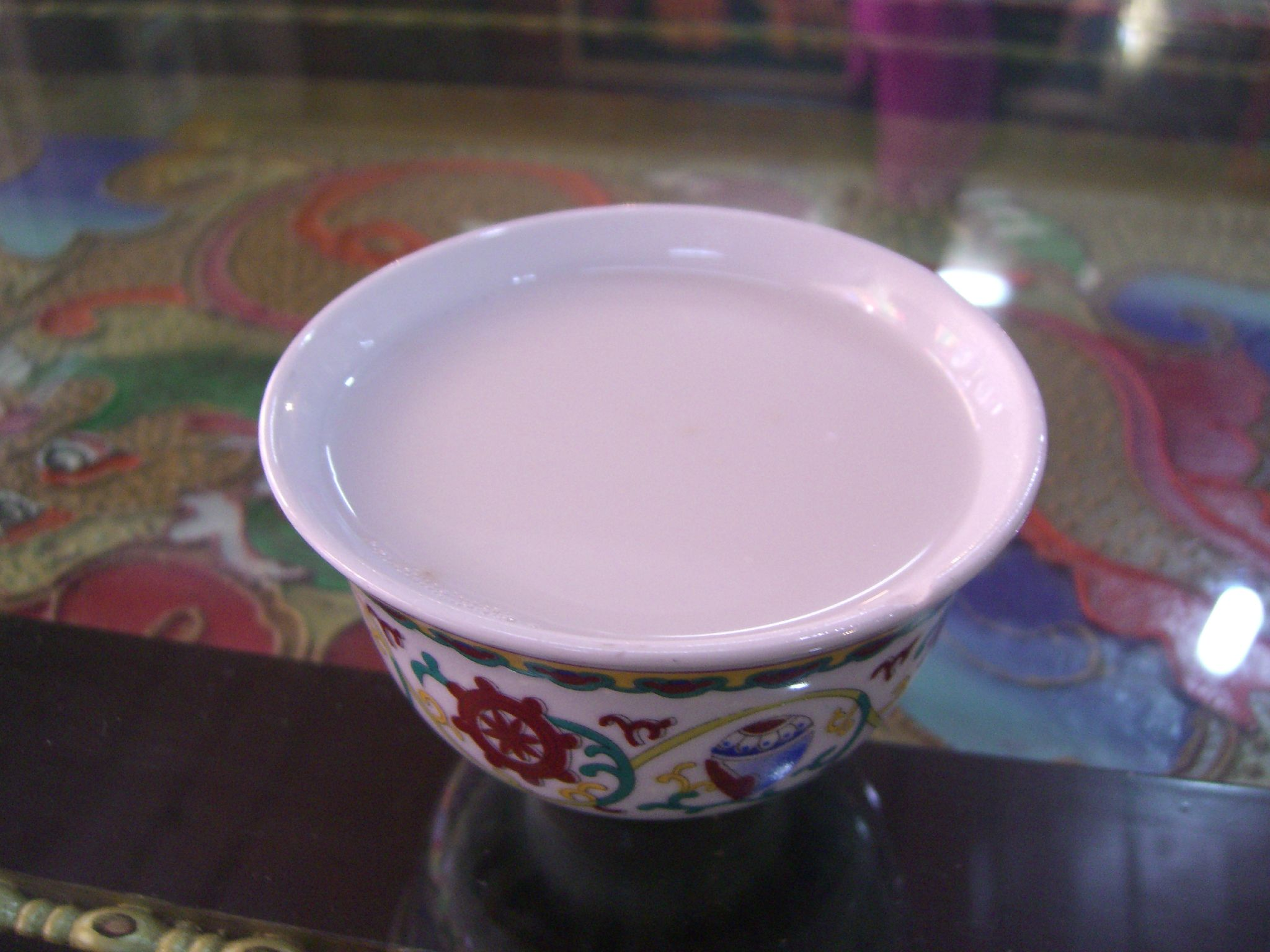
Чай с маслом и молоком

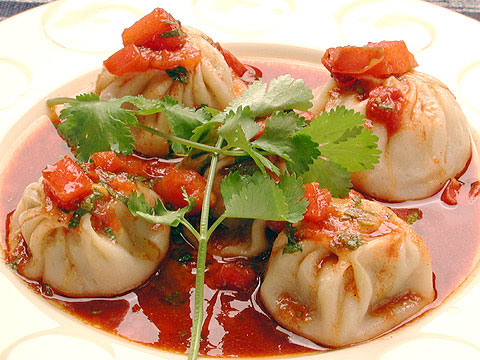
Тибетское блюдо момо

Тибетская кухня имеет большие отличия от соседних стран. Тибетцы — скотоводческий народ, поэтому мясо и молоко составляет важную часть их национальной кухни.
Одним из самых любимых блюд для тибетцев являются пельмени момо, которые готовятся из мясного фарша с добавлением лука, чеснока, кориандра, соли, перца и тмина, а затем все это оборачивается в тесто и варится на пару.
Кроме этого, если в Индии и Китае главной аграрной культурой является рис, то в Тибете это ячмень. Из молотого ячменя делают национальное тибетское блюдо цампа. Цампа является основной пищей для тибетцев.
Важным в повседневной жизни является чай. Употребление чая в Тибете является особой культурой, отличной от китайской традиции. В чай тибетцы добавляют масло и молоко.
В кухне тибетцев много места занимает мясо и овощи. Меньше пряностей и специй. Очень мало рыбы и морепродуктов. Делают здесь и слабоалкогольное вино из риса.

## Одежда

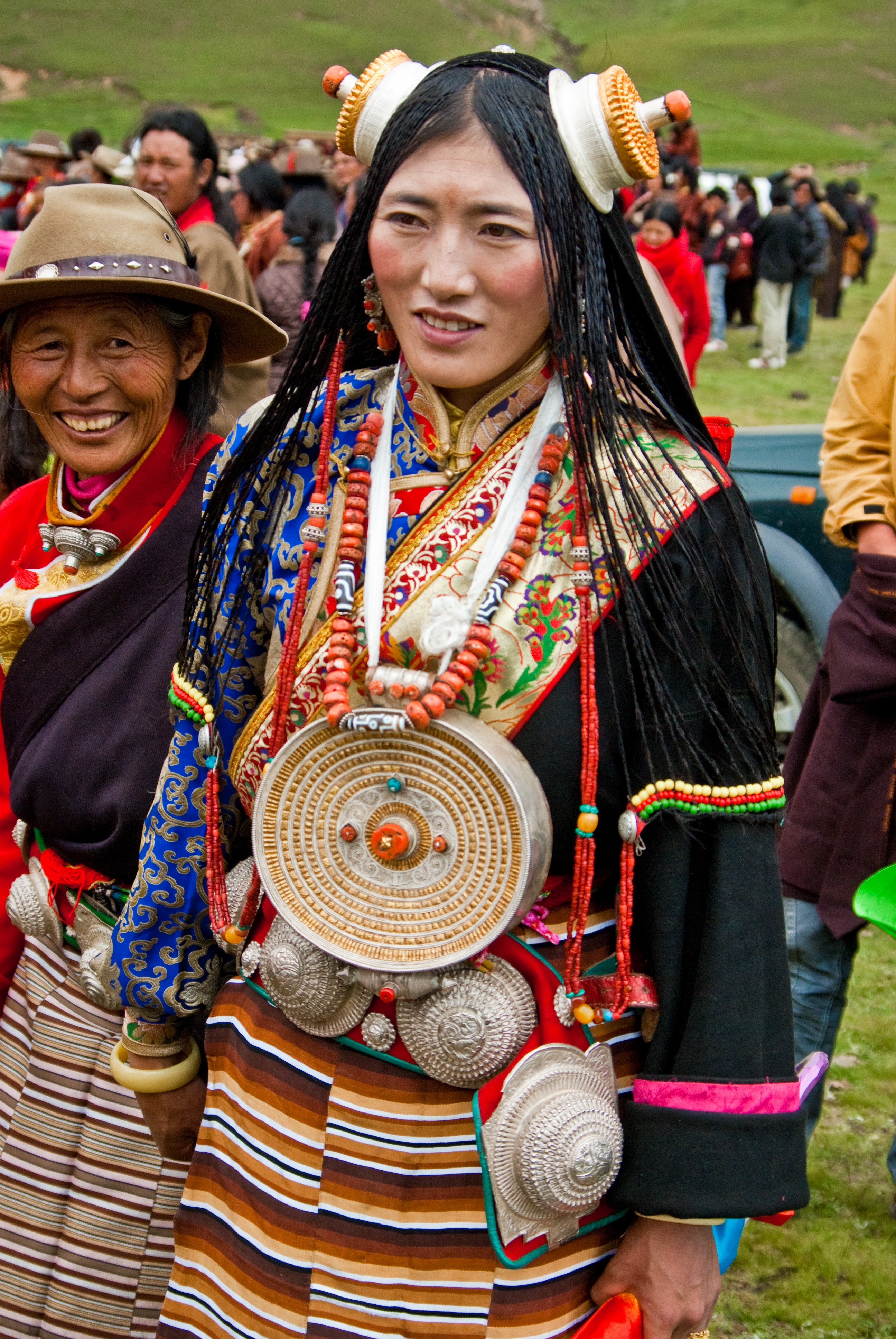
Женщина в тибетском халате «чуба»

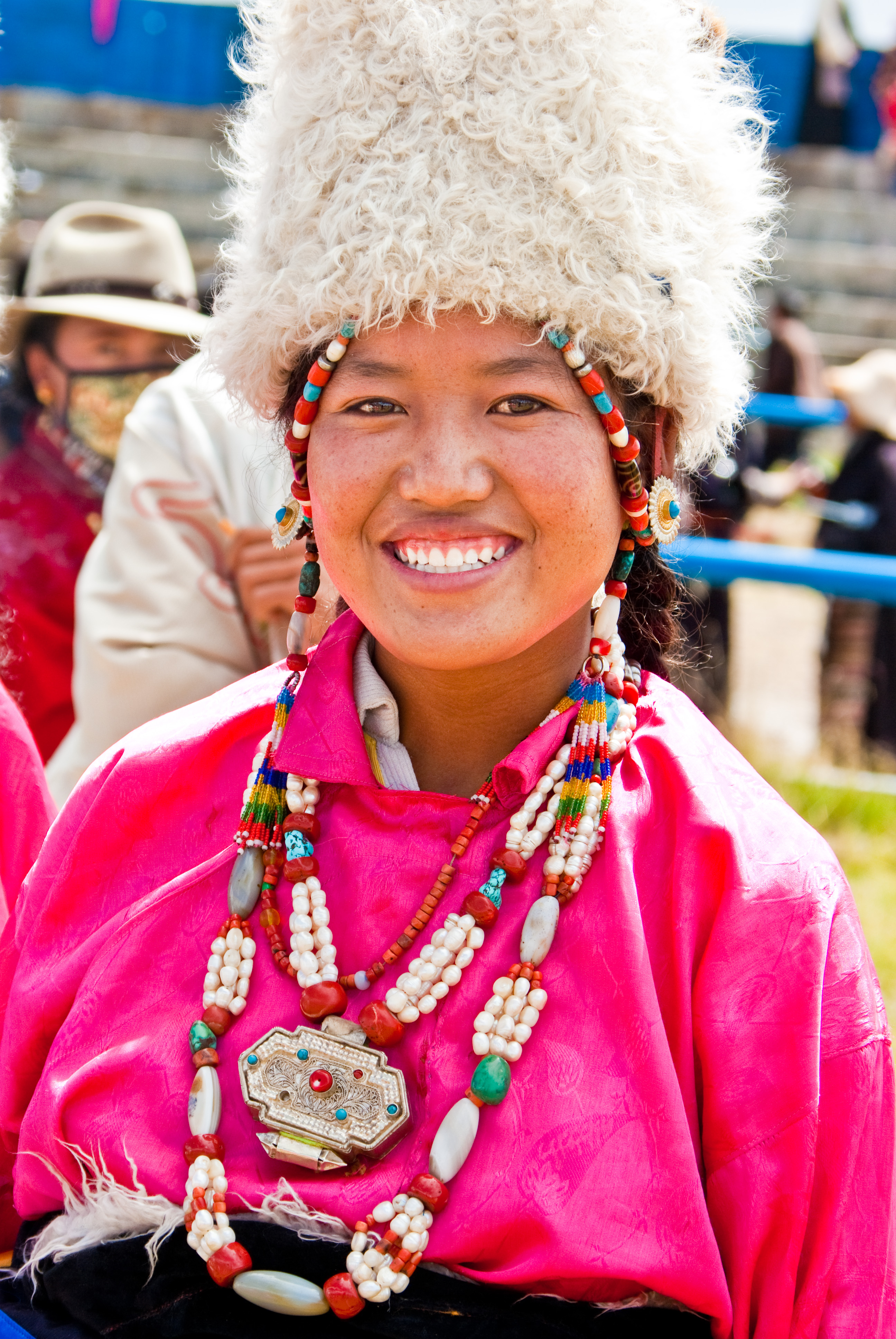
Тибетская девушка в национальном головном уборе

Тибетцы носят халаты, рубашки, кожаные сапоги с заострёнными носками. Халат (чуба) у мужчин завязывается под правой рукой и подпоясывается двумя сотканными поясами. Рубашки также завязываются на правую сторону. Мужская и женская одежда не имеет карманов и пуговиц.
Тибетские женщины также носят чубу, с рукавами и без. Одежда их более разнообразная и яркая, с различными элементами, головными уборами и украшениями. Замужние женщины отличаются от девушек яркими полосатыми передниками.
На севере Тибета, где климат холоднее, местные пастухи носят меховые пальто. На юге, где климат тёплее, одежда более лёгкая и сшита из шерстяной ткани. Головными уборами являются фетровые или меховые шапки.
Особую одежду, отличную от мирян, носят тибетские монахи. Их одежда отличается крайним аскетизмом. Состоит из антаравасака («внутренняя одежда»), представляющая собой кусок ткани, которым оборачивают живот и ноги. Верхнюю часть тела оборачивают в кусок ткани большего размера, эта часть называется уттара санга — «верхняя одежда». Для защиты от холода поверх внутренней одежды монахи надевают сангати («внешняя одежда»).
По традиции махаяны монахи должны носить одежду только жёлто-оранжевого или бордового цвета. В комплект одежды монаха также входят головные уборы, обувь, штаны и рубашки.

## Семейная жизнь
Отличительной особенностью брачных отношений в Тибете является полиандрия. В древнем и средневековом Тибете присутствовали все виды брачных отношений, в том числе и полигамия. Позже полиандрия более широко распространилась по Тибету, за исключением провинции Амдо, где практикуется моногамия.
Многомужество представляет собой женитьбу родных братьев на одной девушке. Жена выполняет свои супружеские обязанности с каждым из братьев по очереди. Очередь строго соблюдается: один из братьев выставляет свою обувь у дверей спальни, это считается знаком для других братьев, что он в сейчас находится с женой.
Выбор будущей супруги делает только старший брат. Все дети рожденные в таком браке, считаются его детьми. Подавать на развод имеет право также старший брат, однако для этого уже нужно согласие остальных братьев.
Имеется и такая разновидность полиандрии, когда к братьям может присоединиться посторонний мужчина. Это делается в том случае, если в семье долго не рождался ребёнок. Таким способом тибетская семья надеется заиметь наследника.
Полиандрия в Тибете прижилась по экономическим соображениям: бедным семьям легче дать калым только за одну невесту, сделав её женой сразу для всех сыновей и сохранив для них общий родительский кров. Это давало возможность сохранить семейное имущество, раздел которого мог бы разорить многих тибетцев.